# Cladomelea
Cladomelea Simon, 1895 è un genere di ragni appartenente alla famiglia Araneidae.

## Etimologia
L'etimologia di questo genere non è ben chiara: deriva dal greco κλάδος, klàdos, cioè ramo, ramoscello e μηλέα, melèa, cioè melo, melo cotogno; l'aspetto ricorderebbe uno spinoso ramo di melo, con accanto un "frutto tondeggiante", l'opistosoma.

## Caratteristiche
Sono noti come ragni bolas per la loro tecnica di cattura delle prede: anziché costruire una ragnatela utilizzano una goccia viscosa sospesa con un filo di seta che fanno roteare come le bolas. I due finti ocelli presenti sull'opistosoma di alcune specie servono per attirare le falene di cui sono ghiotti.

## Distribuzione
Le quattro specie oggi note di questo genere sono state reperite in Africa centrale e meridionale.

## Tassonomia
Dal 2004 non sono stati esaminati esemplari di questo genere.
A marzo 2014, si compone di quattro specie:
- Cladomelea akermani Hewitt, 1923 - Sudafrica
- Cladomelea debeeri Roff & Dippenaar-Schoeman, 2004 - Sudafrica
- Cladomelea longipes (O. P.-Cambridge, 1877)[3] - Congo
- Cladomelea ornata Hirst, 1907 - Africa centrale

### Specie trasferite
- Cladomelea mundhva Tikader, 1963; trasferita al genere Ordgarius Keyserling, 1886[2].